# Grand Prix de Villers-Cotterêts 2003
Il Grand Prix de Villers-Cotterêts 2003, sesta edizione della corsa e valida come evento UCI categoria 1.3, si svolse il 1º maggio 2003 su un percorso totale di circa 193 km. Fu vinto dal britannico Julian Winn che terminò la gara in 4h32'01", alla media di 42,57 km/h.
Partenza con 93 ciclisti, dei quali 51 portarono a termine il percorso.

## Ordine d'arrivo (Top 10)
| Pos. | Corridore           | Squadra       | Tempo    |
| ---- | ------------------- | ------------- | -------- |
| 1    | Julian Winn         | Team Fakta    | 4h32'01" |
| 2    | Emmanuel Magnien    | La Boulangère | s.t.     |
| 3    | Jimmy Casper        | Fdjeux.com    | s.t.     |
| 4    | Sergej Kruševskij   | MBK           | s.t.     |
| 5    | Jairo Hernández     | 05-Orbitel    | s.t.     |
| 6    | Christophe Edaleine | Jean Delatour | s.t.     |
| 7    | Christophe Mengin   | Fdjeux.com    | s.t.     |
| 8    | Stéphane Bergès     | AG2R Prév.    | s.t.     |
| 9    | Magnus Bäckstedt    | Team Fakta    | a 4"     |
| 10   | Franck Renier       | La Boulangère | a 1'05"  |